# Aeroport Internacional de Bonriki
L'Aeroport Internacional de Bonriki (IATA: TRW, ICAO: NGTA) és un aeroport internacional de Kiribati, que serveix com a porta d'entrada principal al país. Està situat a la seva capital, Tarawa Sud, que és un grup d'illots a l'atol de Tarawa a les Illes Gilbert.
La companyia aèria nacional de Fiji, Fiji Airways, connecta Kiribati amb Nadi, que és el centre de connexions de Fiji Airways i la principal porta d'entrada internacional de Fiji. Nauru Airlines vola a l'Aeroport Internacional de Nauru, continuant fins a Honiara, la capital de les Illes Salomó.

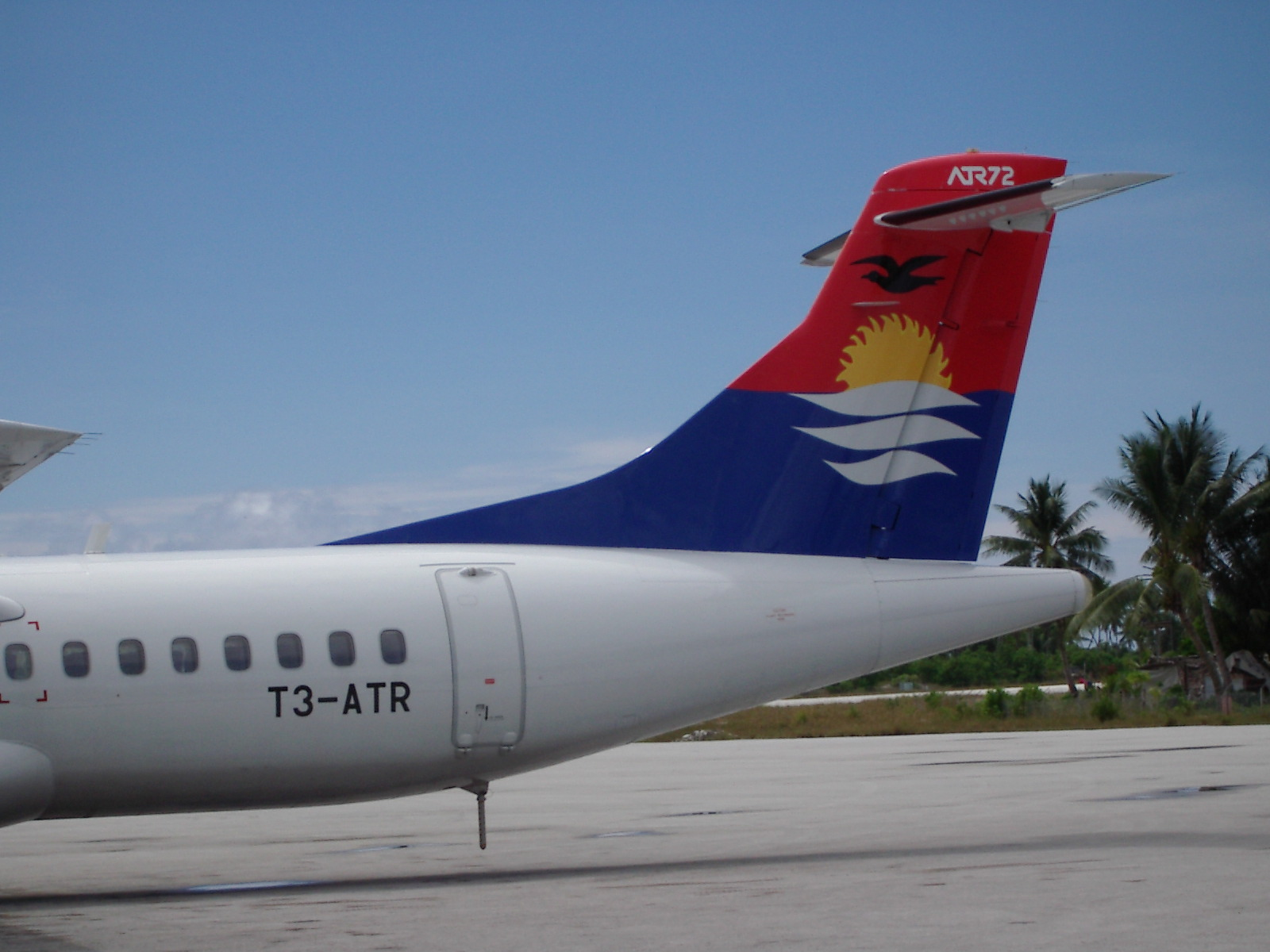
Un avió ATR 72 d'Air Kiribati a l'aeroport internacional de Bonriki,

L'aeroport és el centre de connexions de les dues úniques companyies aèries de Kiribati, la companyia de bandera Air Kiribati i la Coral Sun Airways, fundada el 2009. Ambdues companyies aèries volen principalment rutes domèstiques dins de les Illes Gilbert. Air Kiribati i Coral Sun Airways donen servei als altres 16 aeroports de les Illes Gilbert, però no a totes aquestes destinacions s'hi arriba directament des de Tarawa.

## Història
L'aeroport va ser construït el desembre de 1943 pels Seabees de la Marina dels Estats Units i va ser anomenat "Mullinix Field", en honor del contraalmirall Henry M. Mullinix, que va morir en l'enfonsament de l'USS Liscome Bay el 24 de novembre de 1943 després que fos torpedinat per un submarí japonès davant de les illes Gilbert.

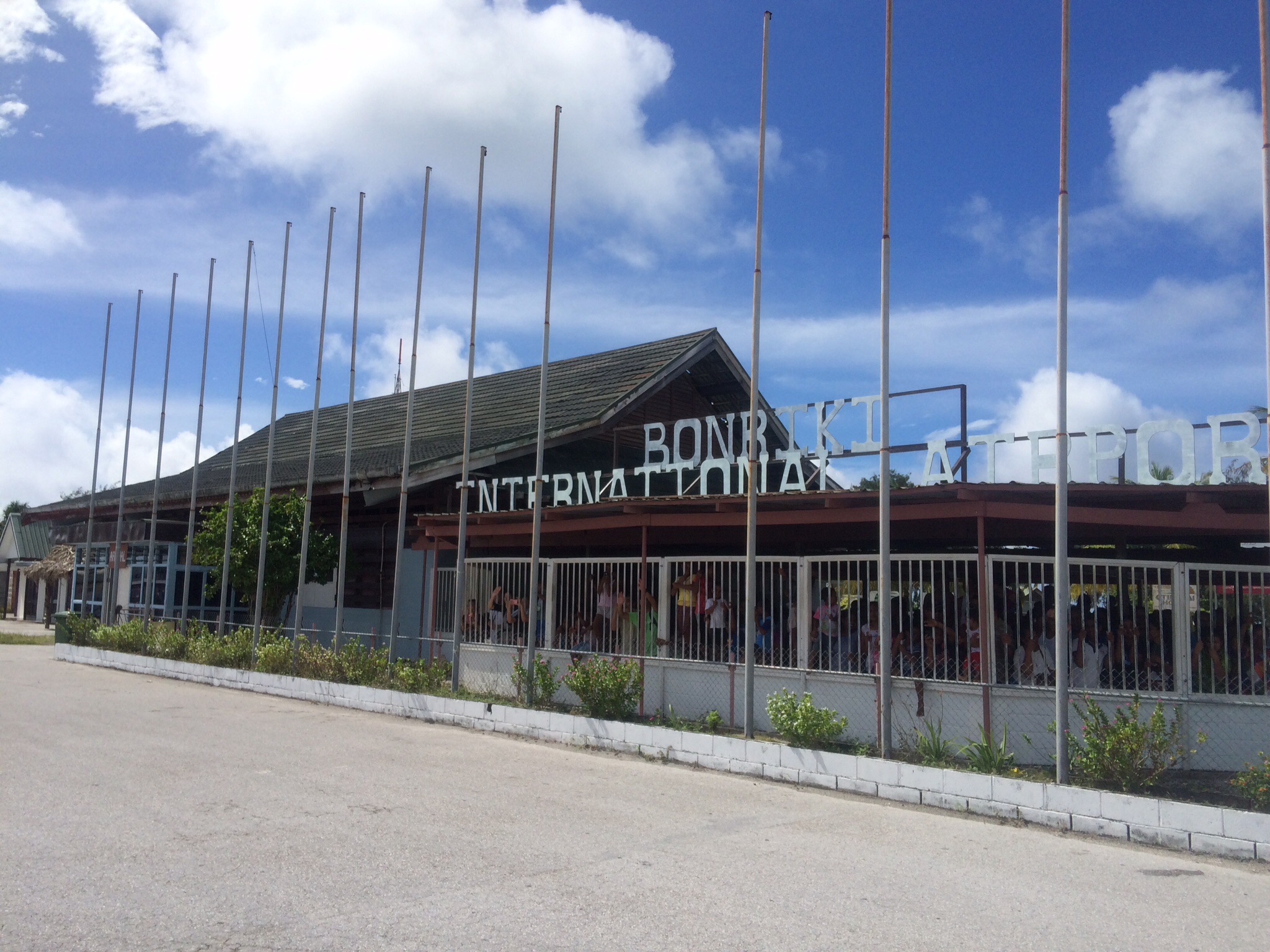
Terminal de l'aeroport.

Gairebé immediatament després de la finalització de la pista, es va convertir en el nexe de les operacions de les Forces Aèries de l'Exèrcit dels Estats Units (USAAF) des de Tarawa, ja que la pista del proper Hawkins Field a Betio era massa curta per a operacions de bombardeig segures. La pista més llarga de Mullinix es va convertir en la base del Quarter General del VII Comandament de Bombarders, que dirigia les operacions contra les forces japoneses a les Illes Marshall. A més, la USAAF va estacionar l'11è Grup de Bombardeig equipat amb B-24 Liberator i el 41è Grup de Bombardeig equipat amb B-25 Mitchell a l'aeròdrom.
L'abril de 1944, les unitats terrestres van avançar cap a l'aeròdrom de Kwajalein a les Illes Marshall, i poc després, Mullinix va quedar reduït a un aeròdrom d'emergència. Al final de la guerra, els nord-americans van abandonar les instal·lacions i l'aeròdrom es va convertir en un aeroport civil.

## Instal·lacions
L'aeroport es troba a 3 m sobre el nivell del mar. Té una pista designada com a 09/27 amb una superfície d'asfalt que medeix 2.011 per 41 metres.